# بينيت ماكالوم
بينيت ماكالوم (بالإنجليزية: Bennett McCallum)‏ هو اقتصادي أمريكي، ولد في 27 يوليو 1935 في بوتيت في الولايات المتحدة.